# Jean Placide Turigny
Jean Placide Turigny, né le 17 janvier 1822 à Chantenay-Saint-Imbert (Nièvre) et mort le 1er août 1905 dans cette commune, est un médecin et homme politique français, boulangiste et radical-socialiste de gauche.

## Biographie
Reçu docteur en médecine à Paris en 1850, il est proscrit durant Coup d'Etat du 2 décembre 1851 en raison de ses convictions républicaines et est condamné à six ans de déportation en Algérie. Par la suite, il réussit à rejoindre la Belgique et dès son retour en France, il est interné à Chantenay jusqu'en 1855. Il exerce ensuite comme médecin à Mehun-sur-Yèvre et participe sous le Second Empire au mouvement d'opposition au régime. Il est rédacteur en chef et directeur politique du journal La Tribune Nivernaise, est nommé conseiller général de Saint-Pierre-le-Moûtier (Nièvre) en juin 1870 et maire de Chantenay-Saint-Imbert le 4 septembre.
Au cours des élections du 8 février 1871, il réunit, sur une liste radicale, 25, 501 voix sur 64,512 votants. En 1872, il est condamné à six mois de prison pour délit de presse puis se représente, l'année suivante, à l'élection partielle du 27 avril 1873 et est élu par 33,071 voix contre 23,300 pour son concurrent monarchiste. Il se fait inscrire au groupe parlementaire de l'Union républicaine pour combattre le ministère de Albert de Broglie puis est réélu, le 20 février 1876, député de la 2e circonscription de Nevers, par 5,988 voix contre 3,777 pour son concurrent conservateur. Il prend place à l'extrême gauche (groupe parlementaire) dont il signe le manifeste. Il se prononce pour la liberté absolue de la presse, de réunion et d'association. Il est encore réélu, le 21 août 1881, par 5,910 voix. Il participe ensuite, avec Gaston Laporte, à la création du journal Le Patriote de la Nièvre et combat à l'Assemblée les gouvernements de Jules Ferry, de Léon Gambetta, vote contre les crédits du Tonkin et se déclare partisan de la séparation de l'Église et de l'État.
Aux élections d'octobre 1885, il est inscrit sur la liste républicaine radicale de la Nièvre et réussi à être élu par 43,377 voix. Durant cette période, il est très impliqué dans le mouvement Boulangiste et organise de nombreuses réunions dans la Nièvre. Plus tard, il se prononce pour l'ajournement indéfini de la Constitution, contre les poursuites visant trois députés membres de la Ligue des patriotes et contre les poursuites à l'encontre du général Boulanger.
En 1910, il meurt à l'âge de 83 ans de maladie dans la ville de Chantenay-Saint-Imbert, comme doyen des députés de la Chambre.